# Henry Gordon Rice
Pour les articles homonymes, voir Rice.
Henry Gordon Rice (1920-2003), est un logicien et un mathématicien connu comme étant l'auteur du théorème de Rice, qu'il prouva dans sa thèse de doctorat en 1951 à l'université de Syracuse. Il a aussi été professeur de mathématiques à l'université du New Hampshire. Après 1960, il fut employé de la Computer Sciences Corporation à El Segundo,,.
Il a proposé un programme en Fortran codant la fonction d'Ackermann.